# Alme (rivier)
De Alme is een 59 km lange rivier in Duitsland in de deelstaat Noordrijn-Westfalen.
De bron ligt in een karstgebied in de omgeving van Brilon op ca. 321 meter boven zeeniveau. Dicht bij deze bron ligt een dorp, dat eveneens Alme heet.
Door het bochtige dal van de Alme liep vroeger een spoorlijntje, de Almebahn langs Büren en noordwaarts langs de Wewelsburg, Borchen en de westrand van Paderborn. Tussen Paderborn en het stadsdeel van Paderborn met de naam Schloß Neuhaus mondt het riviertje, op 99 m boven zeeniveau, uit in de Lippe.
Een relatief belangrijk, 29 km lang, vanuit het zuidoosten komend zijriviertje, dat bij Borchen rechts in de Alme uitmondt, heet Altenau. Deze Altenau heeft weer een zijbeek met de naam Eller of Ellerbach, die zeer dicht bij de monding van de Altenau in de Alme, zelf in de Altenau uitmondt. Deze wateren zijn ten dele gekanaliseerd; waar dat niet zo is, vormen zij met hun oeverlandschap een fraai, ecologisch waardevol natuurgebied.
Bij extreme regenval in juli 1965 en augustus 2007 trad het riviertje ver buiten zijn oevers en veroorzaakte, vooral in 1965, forse overstromingsschade.
Het riviertje en zijn oevers vormen een waardevol natuurgebied. Langs de oevers wordt ter verhoging van de biodiversiteit en ter versteviging van de oevers wilgen aangeplant en door lokale vrijwilligers regelmatig geknot.
In 1986 is in de Alme ter hoogte van de Wewelsburg een inventarisatie gehouden van welke soorten vissen er voorkomen.
Waargenomen werden onder andere: beekforel, regenboogforel, vlagzalm, winde, kopvoorn, blankvoorn, zeelt, paling, elrits, stekelbaars, bermpje, riviergrondel, Cottus gobio en de Amerikaanse exoot de bruine dwergmeerval.

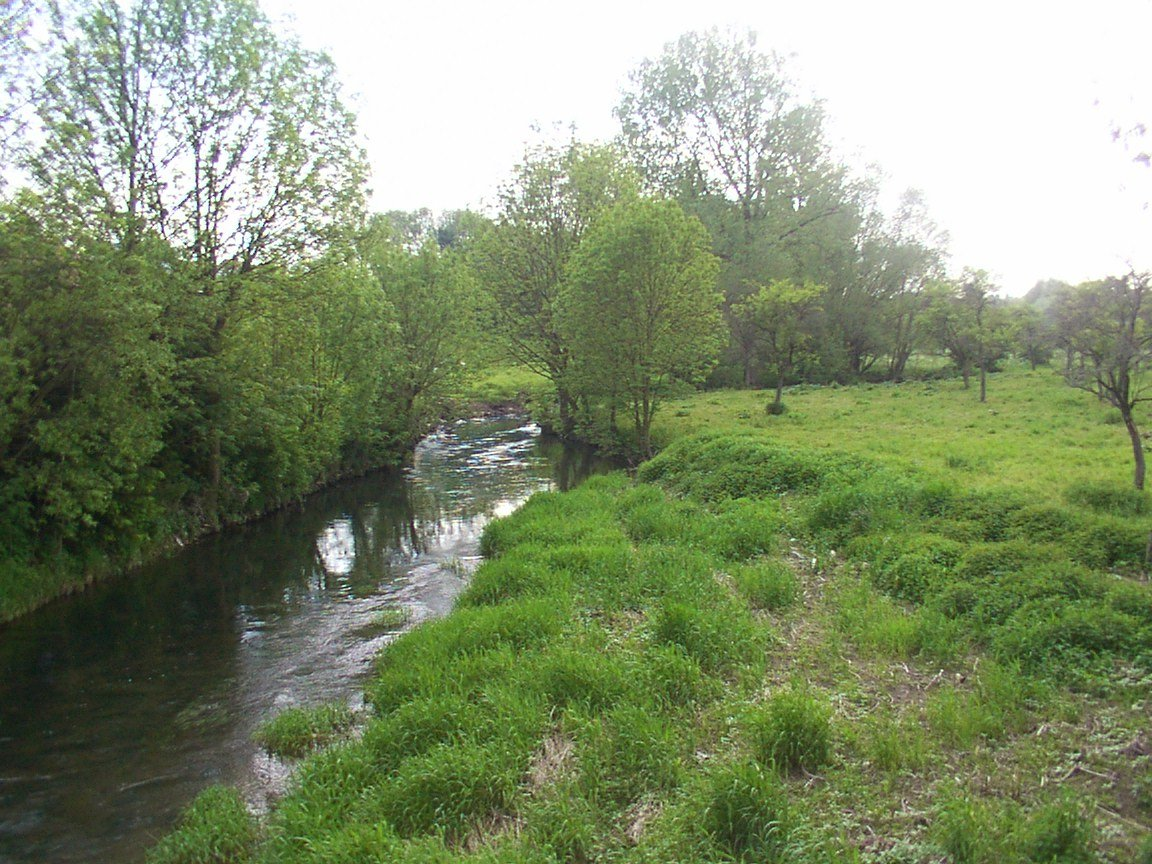
Alme-oever bij Alfen, gem. Borchen
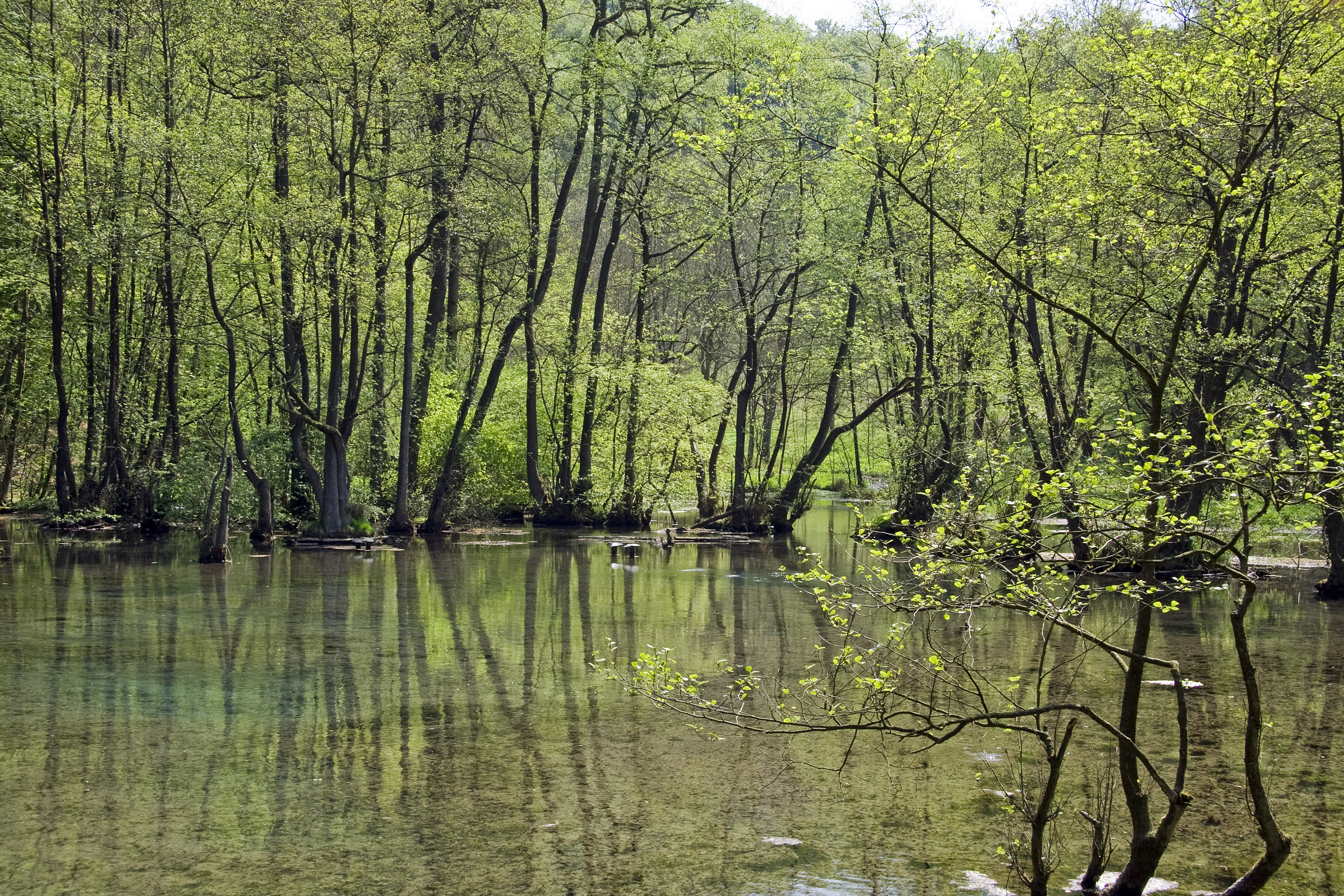
Kunstmatige bronvijver van de Alme
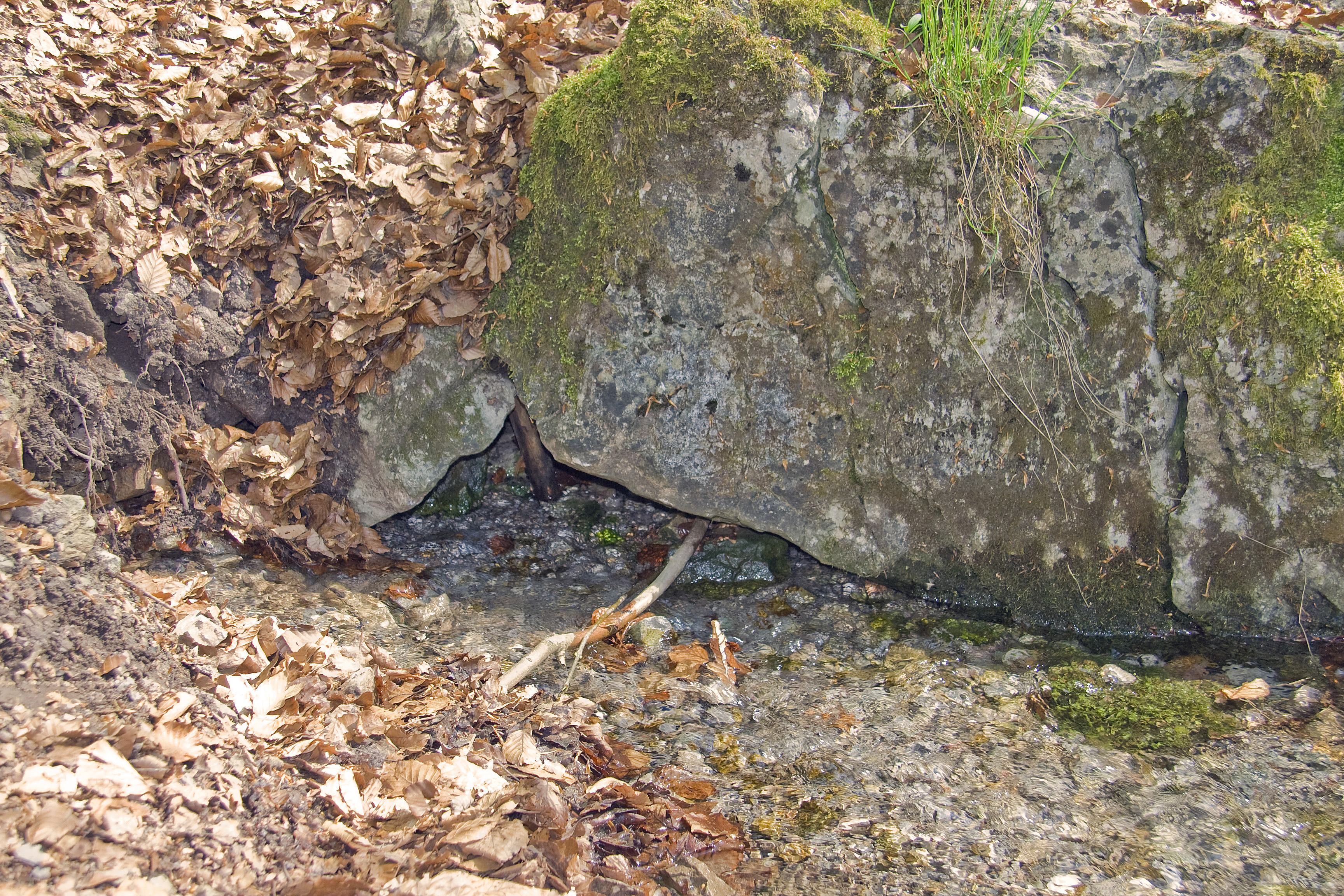
Bron
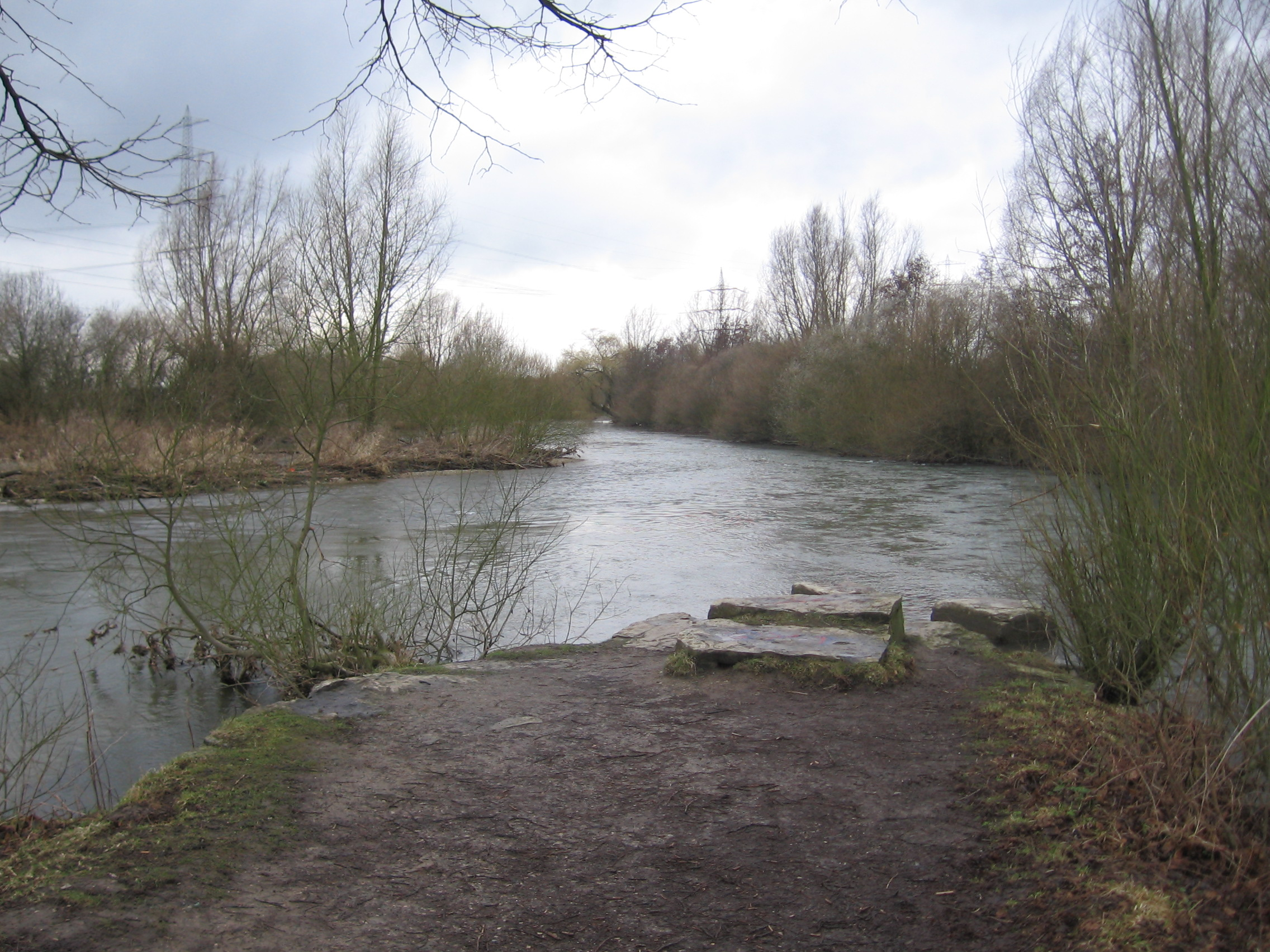
Monding van de Alme (links) in de Lippe (rechts) bij Schloß Neuhaus
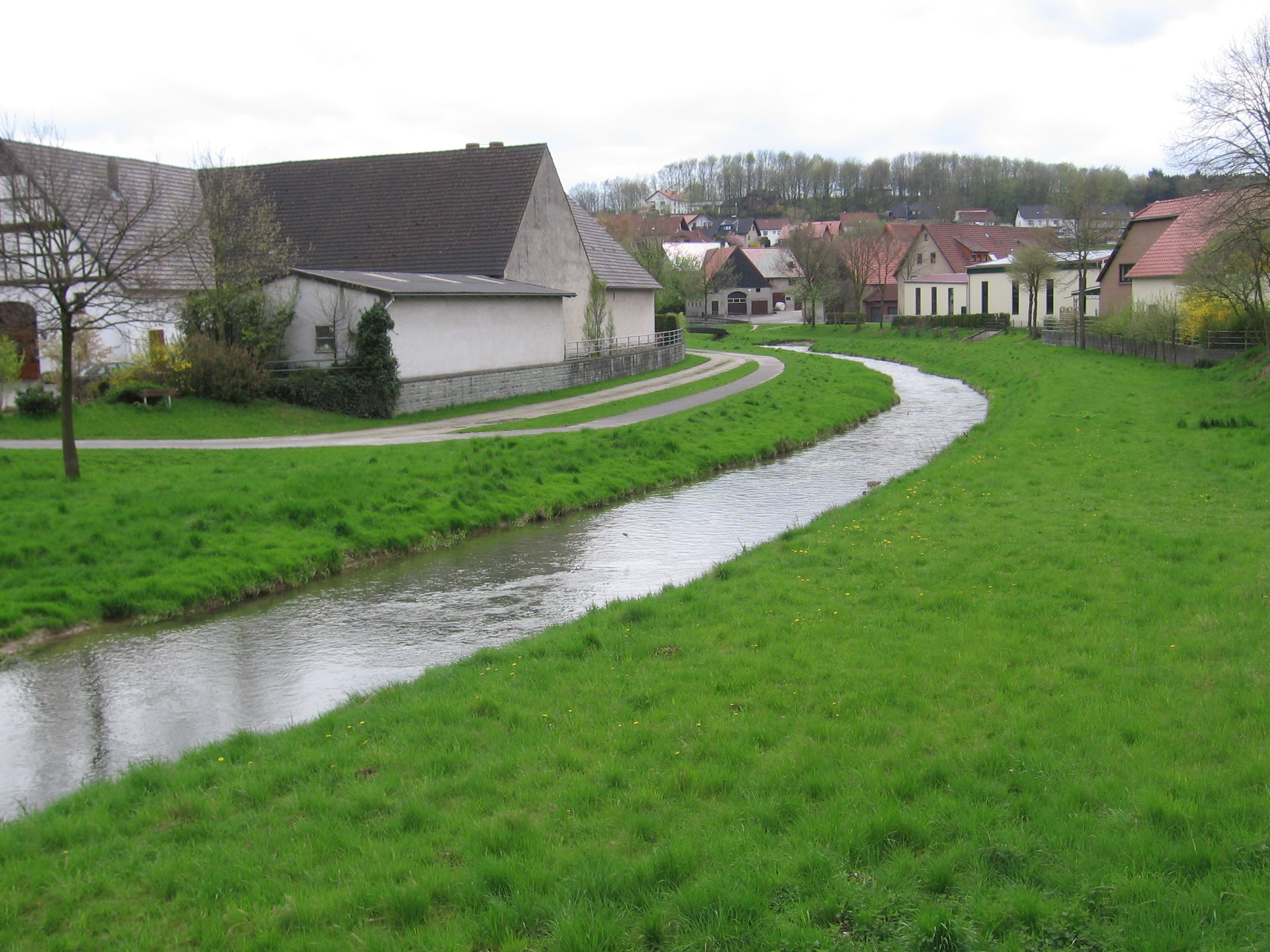
Het riviertje Altenau te Etteln, gem. Borchen

- Gemeinsame Normdatei: 4079711-9
- Virtual International Authority File: 596145424545686831222